# Heinrich Löffelhardt
Heinrich „Heinz“ Löffelhardt (* 24. Dezember 1901 in Heilbronn; † 22. Mai 1979 in Stuttgart) war ein deutscher Designer, der maßgebend das Industriedesign der 1950er und 1960er Jahre in Westdeutschland mitgeprägt hat und als ein Hauptvertreter der Guten Form gilt. Einige seiner Porzellan- und Glasentwürfe für Arzberg und Schott-Zwiesel werden bis heute hergestellt.

## Werdegang
Nach dem Abitur 1920 ging Löffelhardt bei der Heilbronner Silberwarenfabrik Peter Bruckmann & Söhne in die Lehre. Der Seniorchef Peter Bruckmann ermöglichte Löffelhardt durch ein Stipendium, ab 1924 Bildhauerei bei Georg Kolbe in Berlin zu studieren. Nur wenige Porträtbüsten, die in den folgenden vier Jahren entstanden, sind in privaten Sammlungen erhalten geblieben. Der junge Bildhauer kehrte als freier Entwerfer zur Industrie zurück. Ab 1934 entwickelte Löffelhardt im Auftrag des Amtes „Schönheit der Arbeit“ Kantinengeschirre, die u. a. von Gebr. Bauscher und den Keramischen Werken Bohemia in Neurohlau gefertigt wurden. 1937 lieferte Rosenthal das von Löffelhardt gestaltete Teeservice 700 „Schönheit der Arbeit“ an den Reichsarbeitsdienst. Charakteristisch waren der zwiebelförmige, glatte Kannenkörper mit fingerbreitem Halsring, die geschweifte Röhrentülle und der Bandhenkel. Noch vor den NS-Geschirren hatte die Rosenthal-Tochter Thomas den Geschirr-Entwurf Barb in den Handel gebracht, durch den sich der junge Industriegestalter überhaupt erst für den NS-Auftrag empfohlen hatte; 1936 gestaltete Löffelhardt außerdem für Rosenthal einige Porzellanvasen. 1937 verpflichtete Wilhelm Wagenfeld den aufstrebenden Designer Heinrich Löffelhardt als Mitarbeiter der Vereinigten Lausitzer Glaswerke in Weißwasser.
1941 war Löffelhardt in Mannheim auf der Ausstellung Künstler in der Industrie vertreten. Weitere Ausstellungen aus dieser Zeit sind nicht bekannt. 1941 wurde Löffelhardt zur Wehrmacht eingezogen und kehrte erst 1947 aus sowjetischer Gefangenschaft zurück. Unmittelbar nach dem Krieg boten sich in der Wirtschaft nur geringe Aussichten, so dass er Wagenfeld, der von Ost- nach Westdeutschland übergesiedelt war, zunächst nach Stuttgart folgte und 1949 dann auf Wagenfelds Empfehlung hin im Referat für Formgebung des Landesgewerbeamtes in Stuttgart eine Anstellung erhielt. Dort bearbeitete er u. a. die Kataloge zu den Ausstellungen „Wie wohnen“ (Stuttgart und Karlsruhe, 1949–50) und „Glas aus Württemberg-Baden“ (Stuttgart, 1950), die bei Gerd Hatje erschienen. Nach Wagenfelds Ausscheiden, der sich als Designer selbständig machte, wurde Löffelhardt 1950 dessen Nachfolger als Referatsleiter des Landesgewerbeamtes. Löffelhardts besonderes Verdienst hier war es, der heimischen Industrie nach Jahren der Isolation den Anschluss an internationale Design-Entwicklungen zu erleichtern: Die von ihm verantworteten Ausstellungen und Publikationen würdigten besonders die Entwicklungen im Ausland. Dabei erwies sich Löffelhardt als Mann der Praxis, nicht als wortreicher Theoretiker. Gleichzeitig entwarf er wieder für die Industrie. Für die Sicherer’sche Apotheke in Heilbronn entwarf er Standgefäße; die Gral-Glaswerkstätten Göppingen produzierten seine Stapelascher.

## Porzellanfabriken Arzberg und Schönwald

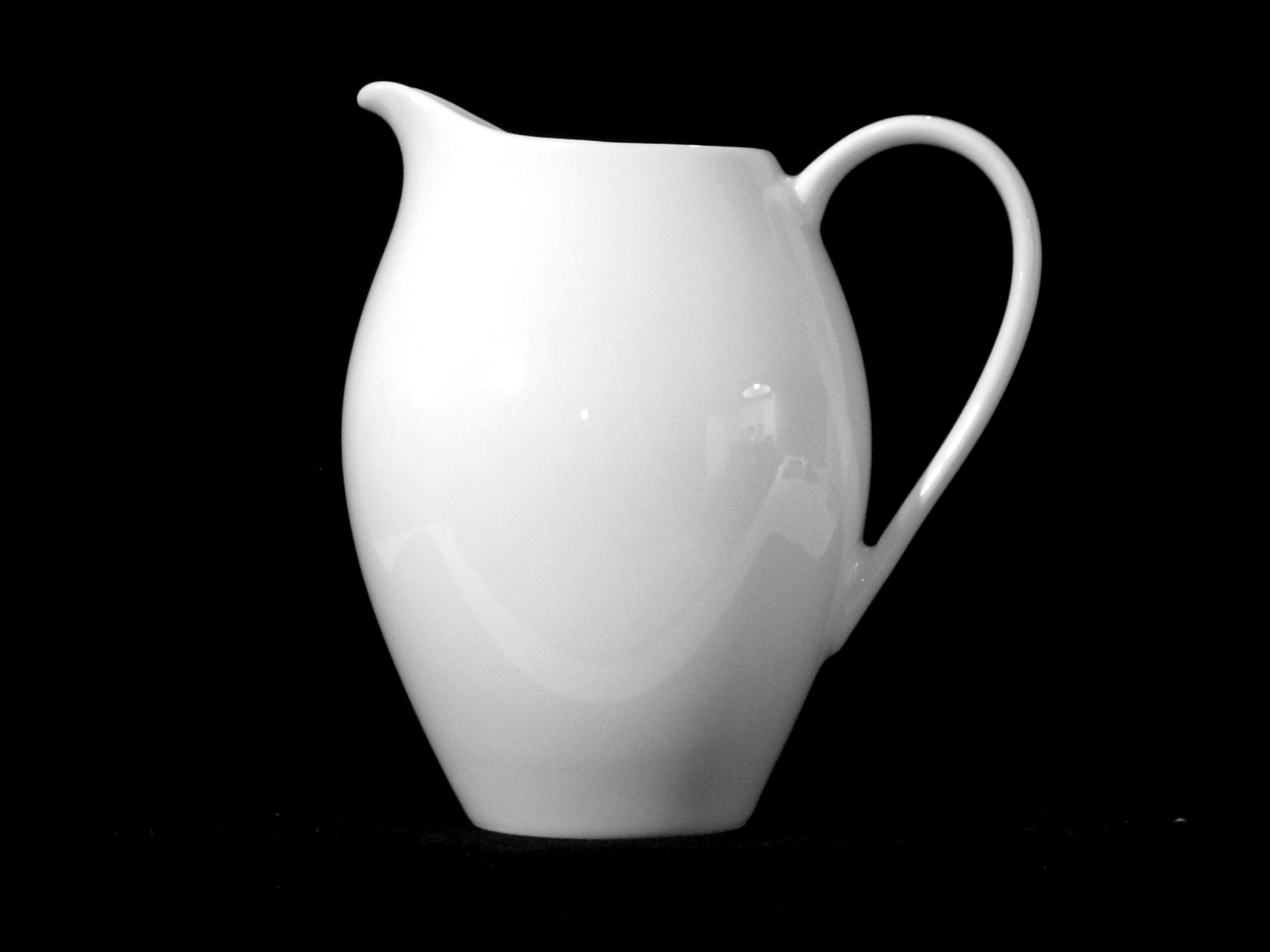
Arzberg 2000, Krug

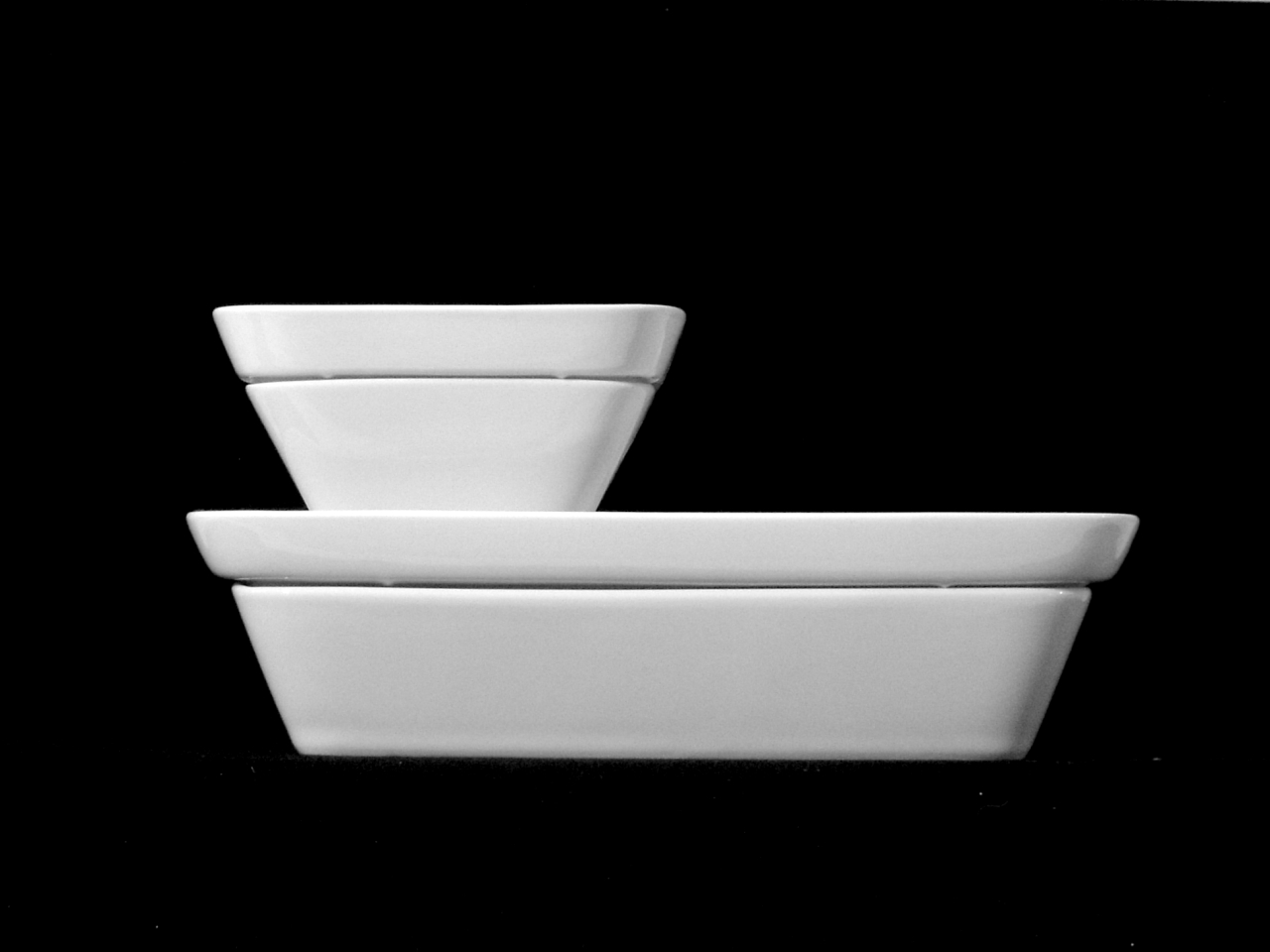
Arzberg Form 1100, Schalen mit Deckel

Ende 1952 wurde er künstlerischer Leiter der Porzellanfabriken Arzberg und Schönwald und war damit verantwortlich für nahezu das gesamte Sortiment. Das Design beider Unternehmen war seit 1931 untrennbar mit dem Namen des Entwerfers Hermann Gretsch verbunden gewesen, und Gretschs „zeitlos moderne“ Linie sollte fortgeführt und weiterentwickelt werden. Heinrich Löffelhardt gestaltete 1954/55 drei Modelle (Arzberg 1542, Arzberg 2000, Schönwald 411), die sich an Gretschs Vorkriegsentwürfen orientierten, aber deren Behäbigkeit durch einen eleganten Schwung ersetzten. Insbesondere die preisgekrönten Formen Arzberg 2000 und Arzberg 2025 scheinen etwas vom Optimismus der Wirtschaftswunderjahre wiederzugeben.
Die Modelle Schönwald 511 und Arzberg 2050/2075 zeigen Kegelstumpf- und Zylinderformen, deren neuartige geometrische Strenge in den folgenden Jahren aber nicht zum Dogma wurde.
Ebenfalls 1960 kamen die Stapelschalen Arzberg 1100 auf den Markt, deren präzise, rechteckige Formen besondere technische Anforderungen an die Produktionsabteilung stellten. Die Idee, mit nur wenigen – hier sechs – Teilen durch unterschiedliche Kombinationen eine Vielzahl von Einsatzmöglichkeiten zu schaffen, war neu. Diese Form der Multifunktionalität von Kombinationsgeschirren wurde vielfach kopiert und hat sich bis heute bewährt.
Bei seinem letzten Entwurf, Arzberg 2007 Residence, kehrte Löffelhardt 1969 zu organischen Formen zurück, unterstrichen durch eine leichte Kannelierung aller Teile.
Löffelhardt bestimmte zwei Jahrzehnte lang das gesamte Erscheinungsbild der produzierten Geschirre und Geschenkartikel bei Arzberg. Der Fotograf Willi Moegle hat viele Arbeiten Löffelhardts festgehalten. Diese überwiegend zu Werbezwecken erstellten Aufnahmen gelten heute als Klassiker moderner Produktfotografie.

## Glasentwürfe
Ab 1954 war Löffelhardt für die Formgebung des Gebrauchsglases beim Jenaer Glaswerk Schott & Gen. in Mainz verantwortlich, einschließlich des Tochterunternehmens Vereinigte Farbenglaswerke Zwiesel. Er entwarf Kelchgläser, Flaschen und Vasen. Die Sintrax-Kaffeemaschine wurde funktional optimiert. Löffelhardts Teekanne aus Borosilikatglas, die 1955 bei Schott & Gen. Mainz den bisher produzierten Entwurf Wilhelm Wagenfelds aus dem Jahr 1931 ersetzte, wurde von der US-Zeitschrift Fortune 1977 zu den 25 besten Designleistungen der Gegenwart gezählt.
Dass Löffelhardt bei Schott & Gen. Mainz Wilhelm Wagenfeld als Designer abgelöst hatte, führte zum dauerhaften Zerwürfnis zwischen den beiden Gestaltern. Die Ablösung Wagenfelds wird in der Literatur auf überhöhte Honorarforderungen zurückgeführt. Löffelhardt ersetzte Wagenfelds Entwürfe durch ein moderneres Programm, sowohl im Bereich des geblasenen Glases (Teegeschirr) wie des Pressglases (Backformen).

## Technikdesign
Wie die meisten Gestalter der 1950er und 1960er Jahre widmete sich Löffelhardt vor allem den Geschmacksgütern. Aber er interessierte sich auch für die ästhetische Seite neuer technischer Geräte. Mit seinem Protegé Hans Erich Slany formte er 1958 für Zeiss Ikon das Design der Kompaktkamera „Zeiss Ikonette“, eine der ersten Kameras mit Kunststoffgehäuse.

## Späte Jahre
Löffelhardt wurde 1959 in den Aufsichtsrat des Arzberger und Schönwalder Mutterkonzerns Kahla berufen, 1963 auch in den Aufsichtsrat der Vereinigten Farbenglaswerke. Seine Leistungen fanden Anerkennung, aber der berufliche Aufstieg bedeutete nicht, dass seine Vorstellungen von einem sozial begründeten Design der Umsetzung näher rückten. Die fortschreitende Automatisierung in der Produktion und Unternehmenskonzentrationen trugen zur raschen Verdrängung von Löffelhardts Arbeiten bei. 1971 schied er als künstlerischer Leiter der Unternehmen aus. 1977 endete auch seine Arbeit für Schott-Zwiesel.
1976 erhielt Heinrich Löffelhardt die Ehrenmitgliedschaft im Verband Deutscher Industrie Designer, ein Jahr vor seinem Tod wurde er zum Ehrensenator der Stuttgarter Akademie der Künste gewählt.

## Entwürfe (Auswahl)
- 1950: Arno Kiechle, Salbengefäße (Majolika)
- 1952: Gral-Glashütte, Krüge C 90
- 1953: Schönwald, Form 411
- 1954: Schwandorf, Form 954 (Steingut)
- 1954: Arzberg, Form 2000
- 1955: Jenaer Glas, Teegeschirr
- 1955: Schönwald, Form 398
- 1956: Vereinigte Farbenglaswerke, Kelchgläser 1007
- 1957: Arzberg, Form 2025
- 1957: Arzberg, Schalensatz 1100
- 1957: Schönwald, Form 511
- 1958: Jenaer Glas, Kakaokrug
- 1959: Arzberg, Form 2050
- 1961: Schönwald, Form 498
- 1962: Arzberg, Salzstreuer und Pfeffermühle 1529
- 1963: Vereinigte Farbenglaswerke, Vasenserie 5073
- 1963: Schönwald, Form 611
- 1963: Arzberg, Form 2075
- 1964: Arzberg, Form 2200
- 1964: Schönwald, Form 598
- 1966: Vereinigte Farbenglaswerke, Kelchglasserie 1027 Freesia
- 1967: Schönwald, Form 698
- 1967 Arzberg Form 2300
- 1968: Arzberg, Form 2375
- 1969: Jenaer Glas, Feuerfestes Glasgeschirr 2000
- 1970: Vereinigte Farbenglaswerke, Kelchglasserie 1089 Charlotte